# Percy Jackson
Percy Jackson là nhân vật chính trong các bộ truyện phiêu lưu giả tưởng của nhà văn Rick Riordan người Mỹ, gồm các bộ truyện Percy Jackson và các vị thần trên đỉnh Olympus và Các anh hùng của đỉnh Olympus. Percy Jackson là nhân vật chính theo lời kể của Percy về cuộc phiêu lưu của chính mình.
Percy Jackson và các vị thần trên đỉnh Olympus là bộ series đầu tiên của Rick Riordan dành cho trẻ em. Bộ truyện Percy Jackson và các vị thần trên đỉnh Olympus đã bán được 30 triệu bản (tính tới 1.6.2012) chiếm 153 tuần trong danh sách Sách bán chạy nhất trên New York Times cho thể loại sách thiếu nhi.

## Thân thế
Percy Jackson là con trai của Sally Jackson (làm việc ở cửa hàng kẹo Sweet ở nước Mỹ), cậu học ở một trường nội trú tên là Học viện Yancy, đảo Manhattan, thành phố New York. Cậu sống với mẹ và gã cha dượng nặng mùi Gabe Ugliano cho đến năm 12 tuổi. Năm cậu 12 tuổi, cậu đã biết được thân phận của mình: một á thần Hy Lạp, và người cha ruột của cậu là thần biển Poseidon. Năm cậu 15 tuổi, mẹ cậu đã yêu một người đàn ông khác, một thầy giáo dạy Anh văn tên là Paul Blofish. Người bạn thân của cậu là thần rừng Grover Underwood, và bạn gái cậu là Annabeth Chase. Cậu có mối quan hệ khá tốt với chị em nhà Grace (Thalia và Jason; đều là các con của Zeus, nhưng Thalia là một á thần Hy Lạp, con gái của Zeus; còn Jason là con trai của Jupiter, một á thần La Mã). Cậu cũng đã biết được một vài điều rằng không chỉ có các vị thần Hy Lạp/La Mã mà còn có các vị thần Ai Cập khi gặp pháp sư 15 tuổi Carter Kane. Annabeth cũng đã biết được điều đó khi cô gặp em gái của Carter, pháp sư Sadie Kane. Percy còn có một mối quan hệ họ hàng với Frank Zhang, con trai thần Mars và mẹ là hậu duệ của thần Poseidon. Cậu còn có nhiều người em cùng cha khác mẹ, tiêu biểu là Tyson, một Cyclop, Triton, và Arion - Chú ngựa nhanh nhất thế giới.

## Vũ khí
Percy có tổng cộng ba vũ khí:
- Nước: Vốn là sức mạnh chung của hậu duệ Poseidon. Percy có thể dùng nước để chữa lành vết thương, thở dưới nước trong khoảng thời gian vô hạn, sử dụng nước để làm vũ khí đánh bại kẻ thù (trong cuốn "Vị thần cuối cùng" cậu đã triệu hồi một cơn lốc khi đánh nhau với tên Titan Hyperion; trong cuốn "Con trai thần Neptune" thì cậu đã triệu hồi các nắm đấm nước khi đánh nhau với lũ gorgon).
- Khiên đồng hồ: được Tyson làm cho trong cuốn "Biển quái vật", bị xây xước hoàn toàn khi bị con Manticore - Tiến sĩ Thorn tấn công trong cuốn "Lời nguyền của thần Titan" và bị thất lạc trong cuốn "Cuộc chiến chốn mê cung" khi cậu dùng nó để cứu Tyson
- Thanh kiếm Thủy triều: tên Hy Lạp là Anaklusmos, tiếng Anh là Riptide. Nó có hai đầu. Khi Percy mở nắp một đầu, thì từ một cây bút, nó sẽ trở thành một cây kiếm đồng, tỏa ánh sáng xanh mờ mờ. Khi cậu mở đầu còn lại (Nói đúng hơn là Annabeth mở đầu còn lại trong cuốn "Ngôi nhà thần Hades" khi cô cảnh báo cho Connor Stoll nhà thần Hermes biết tin Trai Con lai sắp bị tấn công bởi Trại Jupiter), nó sẽ là một cây bút bi bình thường với mực màu đồng Celestial, tỏa sáng lung linh. Nó đã có một lịch sử dài, đầy đau đớn. Nó vốn là của nữ thần Pleoine trao cho con gái Zoe Nightshade, một Thợ săn của nữ thần Artemis trong hình dạng của một cái trâm cài tóc. Zoe đã trao nó cho Hercules trong khi anh ta đang thực hiện nhiệm vụ thứ mười một của mình. Hercules đã phản bội Zoe và sau đó, nó được đưa cho nhân mã Chiron. Chiron, khi nhìn thấy Percy bị tấn công, đã đưa cho cậu thanh Thủy triều. Percy đã bị thần chiến tranh Ares nguyền rủa thanh kiếm sau khi đánh nhau trong cuốn "Kẻ cắp tia chớp": khi ngươi cần nó nhất thì thanh kiếm sẽ phản lại ngươi. Điều đó đã xảy ra khi cậu đánh nhau với Atlas trên núi Othrys. Lúc ấy, cậu gần như bị Atlas giết chết nếu không có Zoe Nightshade.

## Serie "Percy Jackson và các vị thần trên đỉnh Olympus"

### Kẻ cắp tia chớp
Chuyện gì sẽ xảy ra nếu các vị thần Olympia vẫn còn sống ở thế kỷ 21? Chuyện gì sẽ xảy ra nếu họ yêu và có con với người trần? Và những đứa con đó có thể trở thành những anh hùng vĩ đại – như Theseus, Jason và Hercules?
Chuyện gì sẽ xảy ra nếu bạn là một trong số những đứa trẻ đó?
Với việc khám phá ra thân phận bán thần của mình, cậu bé mười hai tuổi Percy Jackson đã bắt đầu lên đường thực thi nhiệm vụ cực kỳ nguy hiểm trong cuộc đời mình. Với sự giúp đỡ của thần rừng Grover và con gái của nữ thần Athena – Annabeth, Percy đã đi khắp nước Mỹ để tìm bắt kẻ trộm vũ khí hủy diệt – tia chớp của thần Zeus. Trên khắp cuộc hành trình đó, cậu đã phải đối mặt với những kẻ thù hùng mạnh, những người đang muốn ngăn cản cậu thi hành nhiệm vụ. Vượt qua tất cả, cậu muốn gặp người cha mà cậu chưa bao giờ biết được. Và Oracle đã cảnh báo cho cậu về sự phản bội của một người bạn.
Sách được bán bản quyền 34 nước. Sách đã được chuyển thể thành phim lẻ cùng tên do Chris Columbus đạo diễn, và sự tham gia của các sao: Logan Lerman, Uma Thurman, Pierce Brosnan...

#### Biển Quái Vật
Năm lớp bảy của Percy Jackson trải qua một cách khá yên tĩnh. Không có một con quái vật nào đặt chân vào khuôn viên trường học của cậu ở New York. Nhưng khi trận đấu bóng ném bình thường giữa Percy và những người bạn cùng lớp của mình biến thành một trận đấu sống còn để chống lại một đám khổng lồ ăn thịt người xấu xí, mọi việc trở nên... xấu đi. Và sự xuất hiện bất ngờ của Annabeth, một người bạn của Percy, đã mang đến thêm nhiều tin xấu: vành đai phép bảo vệ Trại Á Thần đã bị đầu độc bởi một kẻ thù bí ẩn. Nếu không tìm được phương thức cứu chữa nó, nơi ẩn náu an toàn duy nhất dành cho các á thần sẽ bị tiêu diệt...
Biển Quái Vật đã được bán bản quyền cho hàng chục nước. Trong phần 2 series này, Percy và các bạn phải đi đến Biển Quái Vật để cứu lấy trại yêu quý của họ. Nhưng trước đó, Percy sẽ khám phá ra một bí mật khá choáng váng về gia đình mình – điều đó khiến cậu phải nghi ngờ về việc thừa nhận mình là con trai thần Poseidon là một vinh dự hay đơn giản chỉ là một trò đùa độc ác.
Phần này cũng đã được chuyển thể thành bộ phim 1 tập dài 90 phút, đã chiếu trên Star Movies

##### Lời nguyền của thầnTitan
Khi Percy Jackson nhận được cú điện thoại báo tin nguy cấp từ anh bạn Grover, cậu lập tức chuẩn bị cho cuộc chiến. Cậu biết mình cần có những người bạn á thần đồng minh, thanh kiếm Thủy triều bằng đồng đáng tin cậy, và... một chuyến đi nhờ xe của mẹ cậu. Các á thần nhanh chóng chạy đến giải cứu và phát hiện ra rằng Grover đã có một phát hiện cực kỳ quan trọng: hai người con lai hùng mạnh và không biết cha mẹ họ là ai. Nhưng đó không phải là tất cả những gì đang chờ đợi họ. Chúa tể các thần Titan, Kronos đã nghĩ ra âm mưu nguy hiểm nhất và các anh hùng trẻ tuổi đã rơi vào cạm bẫy đó.
Trên đường đi, họ còn phải đương đầu với thách thức khó khăn và nguy hiểm nhất: Lời Sấm Truyền về Lời nguyền của thần Titan.

###### Cuộc chiến chốn mê cung
Nhưng khi một người quen cũ bí ẩn xuất hiện ở trường, theo sau là các hoạt náo viên ma quỷ, mọi việc nhanh chóng trở nên xấu đi.
Trong cuốn sách thứ tư của bộ sách bán chạy nhất này, thời gian đang ngày càng ít đi khi cuộc chiến giữa các vị thần trên đỉnh Olympus và người đứng đầu các thần Titan-Kronos ngày càng gần kề. Ngay cả nơi ẩn náu an toàn ở Trại Con Lai cũng dễ dàng bị công kích vào bất cứ lúc nào khi quân đội của Kronos đang tìm cách đi xuyên qua ranh giới phép thuật của trại. Để ngăn chặn điều đó, Percy và các người bạn á thần phải lên đường thực hiện cuộc tìm kiếm xuyên qua Mê Cung – một thế giới ngầm đầy hỗn độn, mang đến cho họ những sự kinh ngạc đầy choáng váng ở mỗi góc rẽ.
Dọc đường đi Percy sẽ phải đương đầu với các kẻ thù đầy sức mạnh, khám phá ra sự thật về vị thần Pan đã mất tích, và đối mặt với bí mật kinh khủng nhất của người đứng đầu các thần Titan-Kronos. Cuộc chiến cuối cùng bắt đầu... với Cuộc chiến chốn Mê Cung đầy ly kỳ và hấp dẫn.

###### Hồ sơ Á thần
Hồ Sơ Á Thần gồm ba câu chuyện phiêu lưu nguy hiểm nhất của Percy Jackson mà chưa từng được kể ra trước đây.
Trong câu chuyện đầu tiên, cậu đã phải giúp Clarisse la Rue lấy lại chiếc xe ngựa của thần Ares (nó có thể là bất cứ cái gì: khi thì là cái xe ngựa chiến với hai con ngựa sắt thở ra lửa, khi thì là chiếc xe tăng, lúc khác là con mô tô Harley-Davidson,...) từ tay hai cậu con trai bất tử và cũng là hai người đánh xe yêu quý của Ares: Deimos và Phoebus. Sau một cuộc chiến vô cùng khó khăn với hai vị thần, họ đã chiến thắng.

###### Vị thần cuối cùng
Trên bãi biển Montauk trong một buổi chiều đẹp trời, có một chiếc xe Prius đang chở một đôi nam nữ, đó chính là Percy và tiểu thư Rachel Elizabeth Dare. Đó là một buổi chiều vô cùng tuyệt vời với Percy cho đến lúc con pegasus Blackjack yêu quý của cậu đậu trên mui xe, mang trên lưng là Charlie Beckendorf, người đứng đầu nhà thần Hephaestus. Kế hoạch của họ đã được tập dượt suốt mùa hè: phá huỷ con tàu Công chúa Andromeda ma thuật của Kronos. Hai anh em định ra vào êm thấm, không để cho ai phát hiện nhưng họ đã thất bại. Tên gián điệp của Kronos đã gián tiếp giết Beckendorf nhưng trước khi chết, quả thuốc nổ trong đồng hồ đeo tay của anh đã phát nổ và phá huỷ cả con tàu, làm Percy ngất đi và rơi vào vương quốc của cha mình. Khi cậu tỉnh dậy, cậu đã có những giây phút nói chuyện quý giá với cha. Trở lại Trại Con lai, Chiron triệu tập cuôic họp hội đồng chiến tranh gồm cậu, Katie Gardner nhà nữ thần Demeter, Clarisse la Rue nhà thần Ares, Annabeth Chase nhà nữ thần Athena, Michael Yew nhà thần Apollo, Silena Beauregard nhà nữ thần Aphrodite, Travis và Connor Stoll nhà thần Hermes và Pollux nhà thần Dionysus. Clarisse đã bỏ cuộc họp ngay từ trước đó do đang có xích mích với Michael Yew. Trước mặt toàn bộ những người còn lại, cậu đã đọc lại lời Đại Tiên Tri:
Con lai của vị thần lớn nhất
Được mười sáu tuổi là điều khó có thể xảy ra
Và nhìn thế giới trong giấc ngủ triền miên
Linh hồn người anh hùng, vũ khí bị nguyền rủa sẽ đón lấy
Sự lựa chọn duy nhất sẽ kết thúc cuộc đời cậu ta
Đỉnh Olympus sẽ bảo toàn hoặc san bằng.
Cuộc họp kết thúc bằng việc cậu thông báo rằng có gián điệp trong trại. Sau đó, họ đốt vải liệm cho Beckendorf. Để giải toả sự buồn bã, cậu vào trường đấu và gặp con chó ngao địa ngục yêu quý O'Leary. Nó đưa cậu đến bìa rừng và gặp Chủ tịch Hội đồng Trưởng lão Cloven Leneus, nữ thần cây Juniper (bạn gái của Grover) và con trai thần Hades: Nico di Angelo. Cậu lần lại dấu vết của Luke Castellan bằng cách đến Connecticut cùng Nico và O'Leary. Ở đây, cậu gặp May Castellan, mẹ của Luke và biết được Luke đã trở nên xấu xa như thế nào. Họ đã gặp nữ thần Hestia, chị gái thần Zeus, nữ thần của bếp lửa và gia đình đồng thời cũng là vị thần cuối cùng của đỉnh Olympus. Bà bắt chuyện với cậu cậu và đưa cậu trở về khu căn hộ ở New York. Ở đây, cậu đã xin mẹ cậu lời chúc phúc từ bà. Sau đó, họ đi ra Công viên Trung tâm và tìm ra một lối vào địa ngục khác: cánh cổng Orpheus. Nhờ sợi dây giao cảm với Grover, cậu đã tìm được Grover sau hai tháng bị thần Morpheus cho ngủ. Nhờ Grover mà họ đã xuống được Địa ngục và từ đây, Percy đã tắm trong nước của sông Styx, tiếp nhận sức mạnh của người anh hùng Achilles. Và cậu lên trên mặt đất cùng O'Leary, nhờ Nico thuyết phục cha cậu, thần Hades, cứu lấy Olympus. Sau khi lên tới nơi, cậu đã gọi cho các bạn (đúng hơn là chỉ có mỗi Annabeth) bằng chiếc di động của mẹ cậu. Cuộc chiến đã chính thức bắt đầu từ đây.

###### Cẩm nang thần thánh
Những dấu hiệu nào giúp các bạn nhận biết mình đích thị là một á thần? Và quan trọng nhất là những dấu hiệu nào giúp bạn tự nhận thấy vị thần nào chính là cha hoặc mẹ ruột của mình? Cẩm nang thần thánh sẽ cung cấp tất cả thông tin quan trọng này cho các bạn và là một bí kíp tham khảo không thể thiếu của bất cứ á thần nào.
Cẩm nang còn bật mí rất chi tiết và đầy đủ về từng vị thần, các quái vật và tất cả mọi thứ về nhân vật chính - Percy Jackson. Dĩ nhiên hình màu minh họa cho từng vị thần và các trại viên quan trọng ở Trại Con Lai là điều không thể thiếu. Hãy kịp thời cùng Percy khám phá thêm nhiều điều bí ẩn về thế giới các vị thần trên đỉnh Olympus cùng Trại Con Lai nhé.
Phần này do Mary Jane viết dưới sự đồng ý của tác giả Rick Riodan.

## Nhân vật chính

### Percy Jackson (đã giới thiệu)
Percy Jackson là con trai của một cô gái tên là Sally Jackson (làm việc ở cửa hang kẹo Sweet in America), cậu học ở một trường nội trú tên là Học viện Yancy, đảo Manhattan, thành phố New York. Cậu sống với mẹ Sally và gã cha dượng nặng mùi Gabe Ugliano cho đến năm 12 tuổi.[1] Năm cậu 12 tuổi, cậu đã biết được thân phận của mình: một á thần Hy Lạp, và cha của cậu là thần biển Poseidon. Năm cậu 15 tuổi, mẹ cậu đã yêu một người đàn ông khác, một thầy giáo dạy Anh văn tên là Paul Blofish. Người bạn thân của cậu là thần rừng Grover Underwood, và bạn gái cậu là Annabeth Chase. Cậu có mối quan hệ khá tốt với chị em nhà Grace (Thalia và Jason; đều là các con của Zeus, nhưng Thalia là một á thần Hy Lạp, con gái của Zeus; còn Jason là con trai của Jupiter, một á thần La Mã). Cậu cũng đã biết được một vài điều rằng không chỉ có các vị thần Hy Lạp/La Mã mà còn có các vị thần Ai Cập khi gặp pháp sư 15 tuổi Carter Kane. Annabeth cũng đã biết được điều đó khi cô gặp em gái của Carter, pháp sư Sadie Kane. Percy còn có một mối quan hệ họ hàng với Frank Trương, con trai thần Mars và mẹ là hậu duệ của thần Poseidon. Cậu còn có một người em trai cùng cha khác mẹ là Tyson, một Cyclop.

#### Annabeth Chase
Con gái nữ thần Athena - nữ thần trí tuệ với Giáo sư Frederick Chase. Cô có trí thông minh hơn người, giỏi tổ chức các kế hoạch chiến đấu. Niềm đam mê của cô là kiến trúc, cô rất thích nghiên cứu những công trình kiến trúc nổi tiếng trên thế giới.
Vật bất ly thân: mũ bóng chày NY khiến người đội có khả năng tàng hình - một món quà của nữ thần Athena, con dao bằng đồng Celestial (thất lạc) buộc ở cánh tay do Luke tặng.
Annabeth xuất hiện từ tập đầu tiên, có cảm tình với Percy và được Rick kể rõ trong cuốn Dấu ấn của Athena (bộ Heroes of Olympus)

#### Grover
Một anh chàng thần rừng, được ngụy trang dưới chiếc quần Jean và đôi giày thể thao. Grover là bạn thân của Percy, là người đã đưa Percy đến Trại Con Lai. Giữa cậu và Grover có một sợi dây giao cảm,nếu một người chết thì người kia cũng chết hoặc thành người thực vật(được tiết lộ vào cuốn Biển quái vật). Anh chàng kế thừa sứ mệnh cao cả của cha và chú, là đi tìm vị thần thiên nhiên đã thất lạc từ lâu - thần Pan, để cứu thiên nhiên. Grover có cô bạn gái dễ thương là Juniper - một nữ thần cây (được tiết lộ vào cuốn Cuộc chiến chốn mê cung).
Vật bất ly thân: cây sáo.

##### Thalia Grace
Con gái thần Zeus, đã từng hi sinh vì bảo vệ bạn bè. Khi cô chết đi, cha cô - thần Zeus, đã biến cô thành một cây thông tỏa ra một màng phép thuật thần kì bảo vệ trại con lai trước quái vật. Cô được hồi sinh nhờ Bộ Lông cừu vàng ở phần 2. Cô đã gia nhập hội Thợ Săn và thành trợ lý của nữ thần Atermis - nữ thần săn bắn.
Cô có sức mạnh thu và phóng sét. Vật bất ly thân: chiếc vòng bạc mà khi cô vỗ nhẹ sẽ trở thành chiếc khiên quái dị có chạm khắc đầu Medusa có tên là Aegis.